# Gerbillus
Gerbillus (Desmarest, 1804) è un genere di Roditori della famiglia dei Muridi.

## Descrizione

### Dimensioni
Al genere Gerbillus appartengono roditori di piccole dimensioni, con lunghezza della testa e del corpo tra 60 e 135 mm, la lunghezza della coda tra 70 e 180 mm e un peso fino a 67 g.

### Caratteristiche craniche e dentarie
Il cranio presenta una scatola cranica allargata e un rostro allungato e stretto. Le creste sopra-orbitali sono sviluppate, sebbene in alcune specie del tutto assenti. Gli zigomi sono sottili, mentre le placche zigomatiche sono robuste e spesse. Sono presenti due paia di fori palatali. La bolla timpanica è grande e rigonfia. Un solco longitudinale attraversa ogni incisivo superiore.
Sono caratterizzati dalla seguente formula dentaria:

### Aspetto
La pelliccia è molto soffice. Il corpo è delicato, la testa è grande, il muso appuntito, gli occhi e le orecchie grandi. Le zampe posteriori sono relativamente allungate. L'alluce e il quinto dito del piede sono relativamente lunghi. Sono presenti 5 cuscinetti sul palmo delle mani e nessuno sulla pianta dei piedi, la quale può essere sia ricoperta di peli che praticamente nuda. Gli artigli sono ben sviluppati. La coda è più lunga della testa e del corpo ed è densamente ricoperta di peli. Un ciuffo di lunghi peli è sempre presente all'estremità. Le femmine hanno 4 paia di mammelle.

## Distribuzione
Questo genere è diffuso nell'Africa settentrionale, orientale e nell'Asia occidentale e centrale.

## Tassonomia
Il genere comprende le seguenti specie:
- Sottogenere Gerbillus - Pianta dei piedi ricoperta di peli.
  - Gerbillus acticola
  - Gerbillus agag
  - Gerbillus andersoni
  - Gerbillus aquilus
  - Gerbillus cheesmani
  - Gerbillus cosensi
  - Gerbillus dongolanus
  - Gerbillus dunni
  - Gerbillus floweri
  - Gerbillus gerbillus
  - Gerbillus gleadowi
  - Gerbillus hesperinus
  - Gerbillus hoogstraali
  - Gerbillus latastei
  - Gerbillus nancillus
  - Gerbillus nigeriae
  - Gerbillus occiduus
  - Gerbillus percivali
  - Gerbillus perpallidus
  - Gerbillus pulvinatus
  - Gerbillus pyramidum
  - Gerbillus rosalinda
  - Gerbillus tarabuli
- Sottogenere Hendecapleura (Lataste, 1894) - Pianta dei piedi completamente nuda.
  - Gerbillus amoenus
  - Gerbillus brockmani
  - Gerbillus famulus
  - Gerbillus garamantis
  - Gerbillus henleyi
  - Gerbillus mesopotamiae
  - Gerbillus nanus
  - Gerbillus poecilops
  - Gerbillus pusillus
  - Gerbillus watersi
- Incertae sedis
  - Gerbillus burtoni
  - Gerbillus grobbeni
  - Gerbillus mauritaniae
  - Gerbillus muriculus
  - Gerbillus principulus
  - Gerbillus syrticus
  - Gerbillus vivax